# Sentier du Grand Paris
Le Sentier du Grand Paris est un sentier métropolitain de 600 kilomètres reliant d'un seul trait la grande et la petite couronne parisienne en dépassant les limites administratives de la Métropole du Grand Paris.
La structure du Sentier Métropolitain du Grand Paris s'articule et raconte deux échelles : celle de la première couronne, le « centre-ville du Grand Paris » puis celle des villes nouvelles. Ainsi, adossé aux gares du Grand Paris Express, à celles du Réseau express régional (RER), aux stations de tramway et de métro mais également aux villes nouvelles, le sentier relie plus de deux cent cinquante communes et sept départements (77, 78, 91, 92, 93, 94, 95).

## Origines
Le Sentier du Grand Paris est le fruit de l'union entre :
- l'initiative « Révolution de Paris »[1],[2] qui proposait un itinéraire en forme de triangle entre Saint-Denis, Créteil et Versailles ;
- le « Voyage Métropolitain »[3], association de marcheurs-explorateurs du Très Grand Paris fondée en 2014 ;
- le projet, initié en 1995, de l'artiste marcheur Denis Moreau[4].

Issu de trois ans de repérages publics, « Le sentier du Grand Paris, guide de randonnée autour de la plus grande métropole d'Europe » propose un récit de ce sentier afin de découvrir en profondeur son territoire.

## Balisage
Le Sentier du Grand Paris fait l'objet d'un balisage numérique à partir de cartes à télécharger. Il existe en tout trente-neuf cartes en accès libre sur le site du Sentier du Grand Paris. Les porteurs de projet ont opté pour l'application Avenza maps.